# Grzegorz XIV
Grzegorz XIV (łac. Gregorius XIV), właściwie Niccolò Sfondrati (ur. 11 lutego 1535 na zamku Somma koło Mediolanu, zm. 16 października 1591 w Rzymie) – włoski duchowny katolicki, papież w okresie od 5 grudnia 1590 do 16 października 1591.

## Życiorys

### Wczesne życie
Był synem mediolańskiego senatora Francesco Sfondratiego, który po śmierci żony, Anny Visconti został mianowany kardynałem przez Pawła III. Studiował nauki prawne na trzech uniwersytetach włoskich – w Padwie, Perugii i Pawii (gdzie obronił doktorat). Odziedziczył wiele dóbr ziemskich i tytułów arystokratycznych (m.in. hrabiego Świętego Cesarstwa Rzymskiego), król Hiszpanii Filip II mianował go senatorem w Mediolanie. Kierował także zarządem Sieny. Pozostawał jednak pobożnym i skromnym człowiekiem, w dużej mierze pod wpływem arcybiskupa mediolańskiego Karola Boromeusza.
W marcu 1560 został biskupem Cremony, w latach 1561–1563 brał udział w soborze trydenckim. Uczestniczył m.in. w pracach dwóch komisji soborowych. Dzięki protekcji Karola Boromeusza, 12 grudnia 1583 został mianowany kardynałem prezbiterem S. Cecilia. Jako zwolennik reform w Kościele zaprzyjaźnił się też z przyszłym świętym, Filipem Neri, który przepowiedział mu wybór na papieża.

### Pontyfikat
Wybór ten nastąpił 5 grudnia 1590, na drugim już w ciągu roku konklawe. Poprzedni papież Urban VII zmarł zaledwie 12 dni po wyborze (jeszcze przed koronacją), ale również kardynał Sfondrati, który przyjął imię Grzegorza XIV, mimo iż znacznie młodszy od Urbana, nie wróżył długiego pontyfikatu – był słabego zdrowia. Elekt figurował na liście siedmiu potencjalnych kandydatów popieranych przez Hiszpanię, którą na początku konklawe zgłosił król Filip II. 8 grudnia 1590 Grzegorz XIV został koronowany.
Grzegorz nie miał doświadczenia w pracy w Kurii Rzymskiej, jak również w polityce, co przyczyniło się do kreacji kardynalskiej dla niekompetentnego bratanka papieża – Paola Sfondratiego. Został on także potem powołany na stanowisko sekretarza stanu co spowodowało upadek polityki walki z nepotyzmem (młody Sfondrati rozdawał krewnym wysokie urzędy w Państwie Kościelnym).
W marcu 1591 papież wydał bullę Cogit nos, w której zabronił wszelkich interwencji zewnętrznych na kolejnych konklawe pod karą ekskomuniki. Wsparł antyfrancuską politykę króla Hiszpanii, ogłosił króla Francji Henryka IV heretykiem i odebrał mu prawa do tronu. Decyzje papieża były pozbawione faktycznej mocy prawnej, miały na celu przede wszystkim odtworzenie i wzmocnienie pozycji Ligi Katolickiej we francuskiej wojnie domowej
W polityce wewnętrznej bardzo starał się walczyć z bandytyzmem, lecz działania protegowanego papieża odniosły wręcz odwrotny skutek. Nakazał także biskupom rezydować w swych diecezjach i odwiedzać Stolicę Piotrową w celach informacyjnych. Usiłował także przeprowadzić rewizję Wulgaty.
Po 10 miesiącach pontyfikatu papież zmarł (po operacji kamienia żółciowego) i został pochowany w bazylice watykańskiej. Także jego następca zmarł po krótkim pontyfikacie i w ten sposób na Stolicy Piotrowej w ciągu dwóch lat zasiadało aż pięciu papieży.
Kreował 5 kardynałów na dwóch konsystorzach.